# Figino Serenza
Figino Serenza är en ort och kommun i provinsen Como i regionen Lombardiet i Italien. Kommunen hade 5 148 invånare (2018).